# Ābune Yosēf
Ābune Yosēf är ett berg i Etiopien. Det ligger i regionen Amhara, i den centrala delen av landet, 300 km norr om huvudstaden Addis Abeba. Toppen på Ābune Yosēf är 4 260 meter över havet.
Terrängen runt Ābune Yosēf är bergig åt sydväst, men åt nordost är den kuperad. Ābune Yosēf är den högsta punkten i trakten. Runt Ābune Yosēf är det ganska tätbefolkat, med 144 invånare per kvadratkilometer. Närmaste större samhälle är Lalibela, 18,5 km sydväst om Ābune Yosēf. Omgivningarna runt Ābune Yosēf är huvudsakligen savann.